# Стивен, Чарльз
Чарльз Стивен (англ. Charles Stephen, 7 мая 1930, Лахор, Британская Индия — февраль 2002, Слау, Юго-Восточная Англия) — индийский хоккеист (хоккей на траве), нападающий. Олимпийский чемпион 1956 года.

## Биография
Чарльз Стивен родился 7 мая 1930 года.
Играл в хоккей на траве за Индийские железные дороги.
В 1956 году вошёл в состав сборной Индии по хоккею на траве на Олимпийских играх в Мельбурне и завоевал золотую медаль. Играл на позиции нападающего, провёл 4 матча, забил 2 мяча в ворота сборной Сингапура.